# Marc-Louis Goby
Marc-Louis Goby, francoski general, * 4. junij 1877, † 28. januar 1943.